# 磷酸氢镁
磷酸氢镁（英語：Magnesium hydrogen phosphate），又名磷酸二镁（英語：Dimagnesium phosphate），是一种化合物，分子式为MgHPO4，是镁的磷酸一氢盐。其三水合物存在于镁磷石（Newberyite）中。
磷酸氢镁可以通过化学计量的氧化镁与磷酸反应生成：
MgO + H3PO4 → MgHPO4 + H2O
将磷酸二氢镁溶解在水中，生成磷酸，并沉淀出磷酸氢镁三水合物的固体：
Mg(H2PO4)2  +  3 H2O  →   Mg(HPO4).3H2O  +  H3PO4
磷酸氢镁可被用作营养补充剂，尤其是针对婴儿和运动员。其E编号为E343。